# The Evangelinos
The Evangelinos är ett kristet jazzcore band i Sverige. Samtliga texter har koppling till Bibeln. Hela deras koncept är radikalt kristet. De spelar på krogar och propagerar för Jesus i sina texter och mellan låtarna. De är ett av svenskt rockband som för lovsången ut till människorna i världen.
Andra exempel på sådana band är Out of Clouds, Blindside och BobK. Även dessa band är svenska.